# فيليبي غاليغوس
فيليبي غاليغوس (3 ديسمبر 1991 بكوبيابو في تشيلي - ) هو مدرب كرة قدم ولاعب كرة قدم تشيلي وإيطالي في مركز جناح ‏. شارك مع منتخب تشيلي تحت 20 سنة لكرة القدم. أما مع النوادي، فقد لعب مع ريكرياتيفو ونادي أونيفرسيداد دي تشيلي ونادي نيكاكسا ويونيون برلين.

## روابط خارجية
- فيليبي غاليغوس على موقع إي إس بي إن إف سي (الإنجليزية)
- فيليبي غاليغوس على موقع قاعدة بيانات كرة القدم.إي يو (الإنجليزية)
- فيليبي غاليغوس على موقع بيانات كرة القدم. دي إي (الألمانية)
- فيليبي غاليغوس على موقع Soccerway.com (الإنجليزية)
- فيليبي غاليغوس على موقع عالم كرة القدم.نت (الإنجليزية)
- فيليبي غاليغوس على موقع AS.com (الإسبانية)